# 費雪交換方程式
經濟學中，費雪交換方程式（又稱交換方程式）由爾文·費雪提出，為下述關係：
{\displaystyle M\cdot V=P\cdot Q}
在一段時期內，
{\displaystyle M\,}為一經濟體中，名目上貨幣供給的平均總量；
{\displaystyle V\,}為貨幣流通速度；
{\displaystyle P\,}為物價水準；
{\displaystyle Q\,}為對新產出貨物與勞務之實質支出的一項指標。
因此PQ是名目上支出水平。此方程式為貨幣流通速度定義公式V = PQ / M 的重新排列。